# シメ
シメ（鴲、学名: Coccothraustes coccothraustes）はスズメ目アトリ科に分類される鳥類の一種である。蝋嘴鳥（ろうしょうちょう）という異称がある。「シー」と聞こえる鳴き声と、鳥を意味する接尾語である「メ」が和名の由来となっている。

## 形態
全長約18cm。スズメより大きく、ヒバリほどの大きさである。
雄の成鳥は、頭の上部と耳羽が茶褐色、頸の後ろは灰色。嘴は鉛色、円錐で太く大きい。冬羽になると肌色になる。風切羽は青黒色、背中は暗褐色、尾も暗褐色で、外側尾羽に白斑がある。目からくちばしの周りやのどにかけて黒色で、胸以下の体下面は淡い茶褐色。
雌は雄より全体的に色が淡く、風切羽の一部が灰色。
コイカルの雌と似ているが、コイカルのほうがずっと細身で尾も長い。

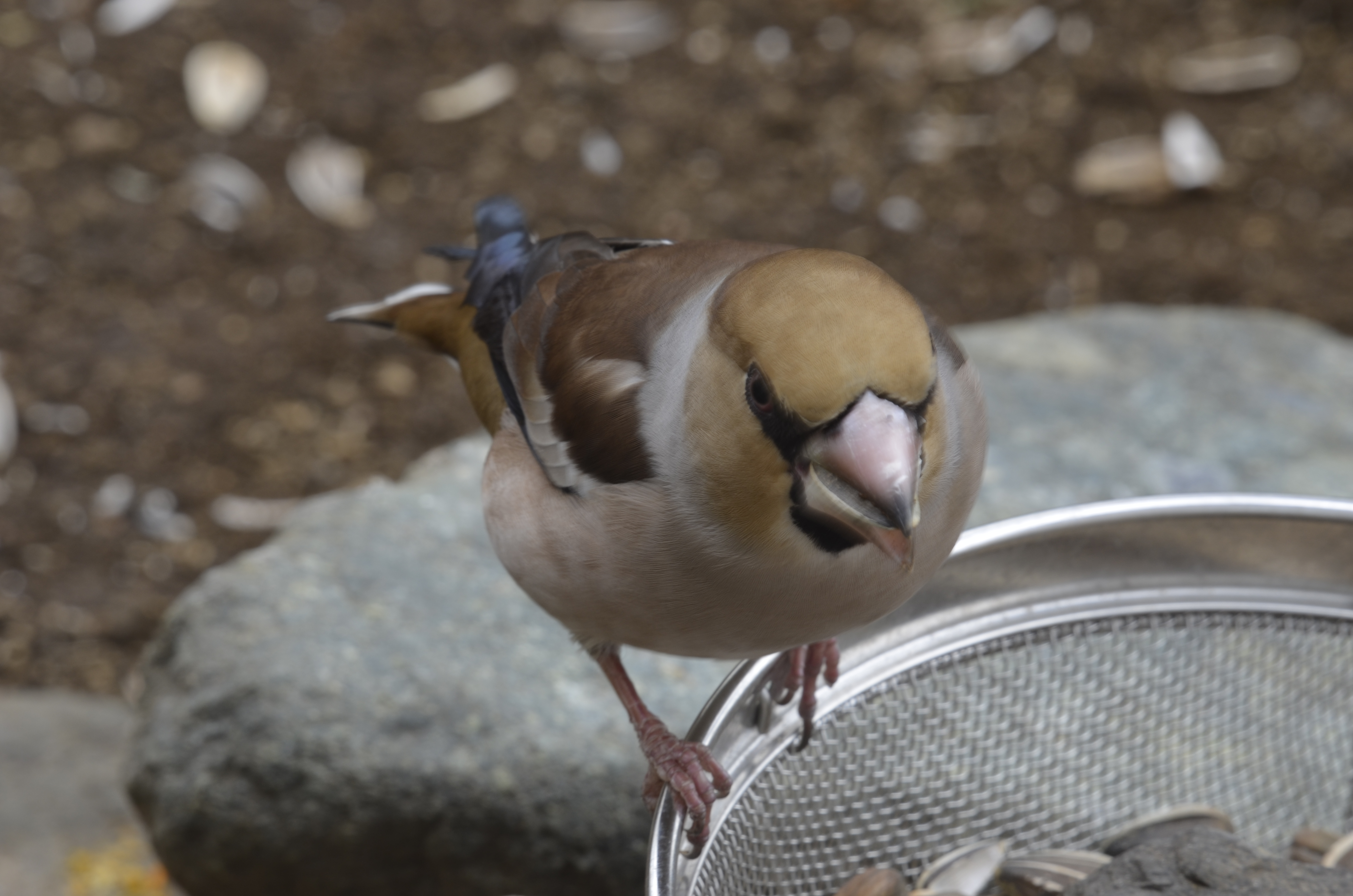
雄
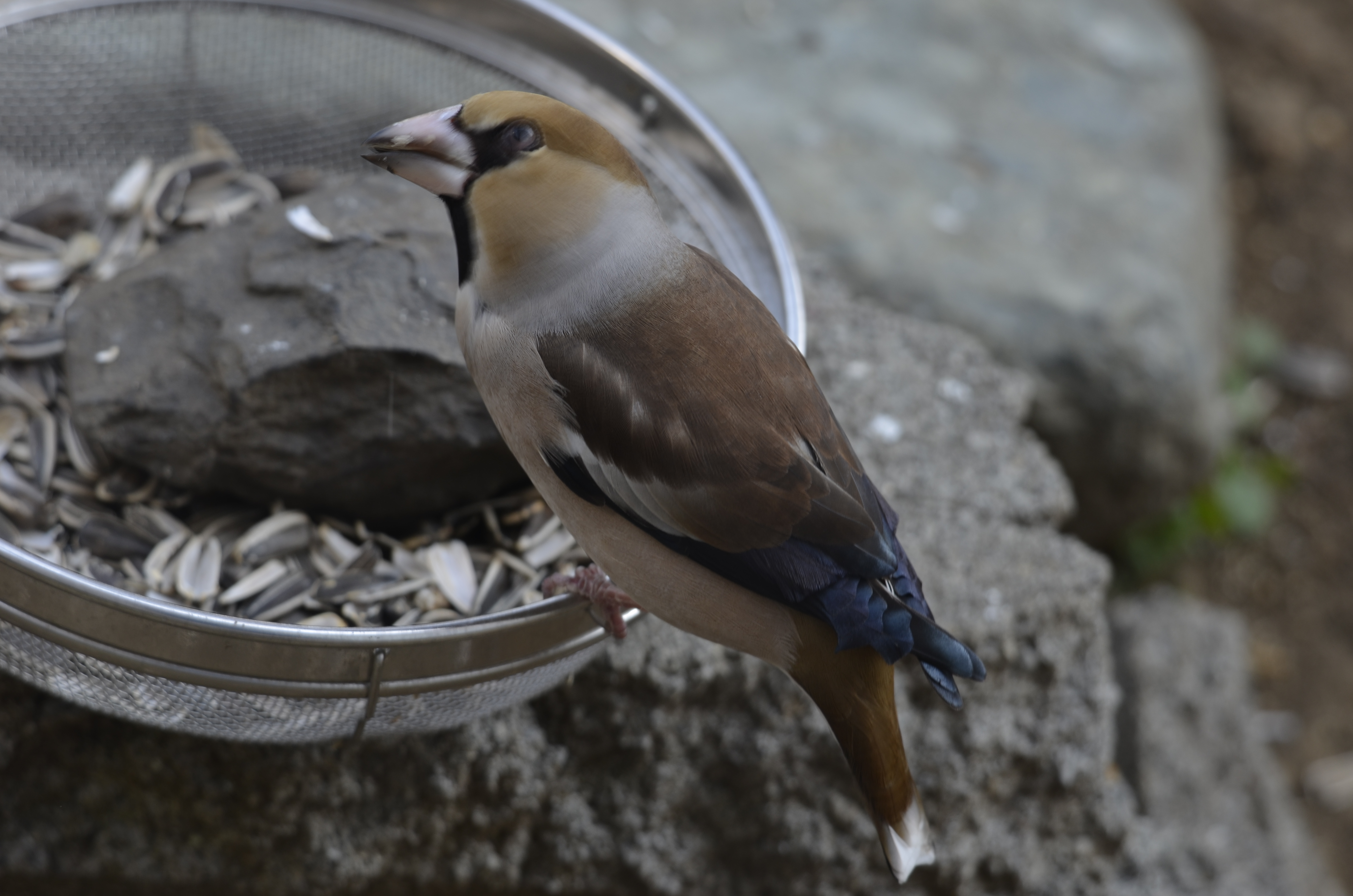
雄の全身
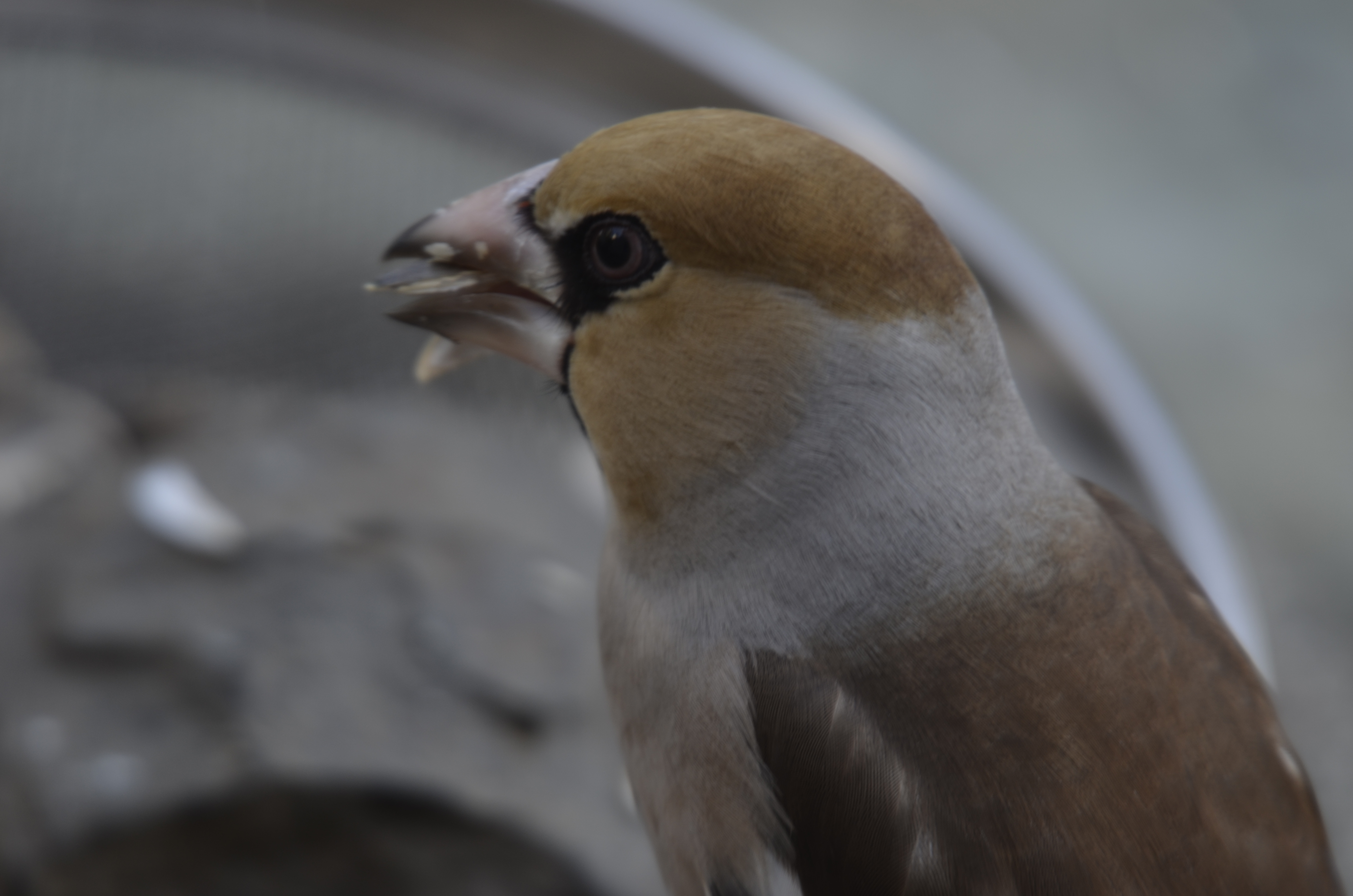
雄の頭部
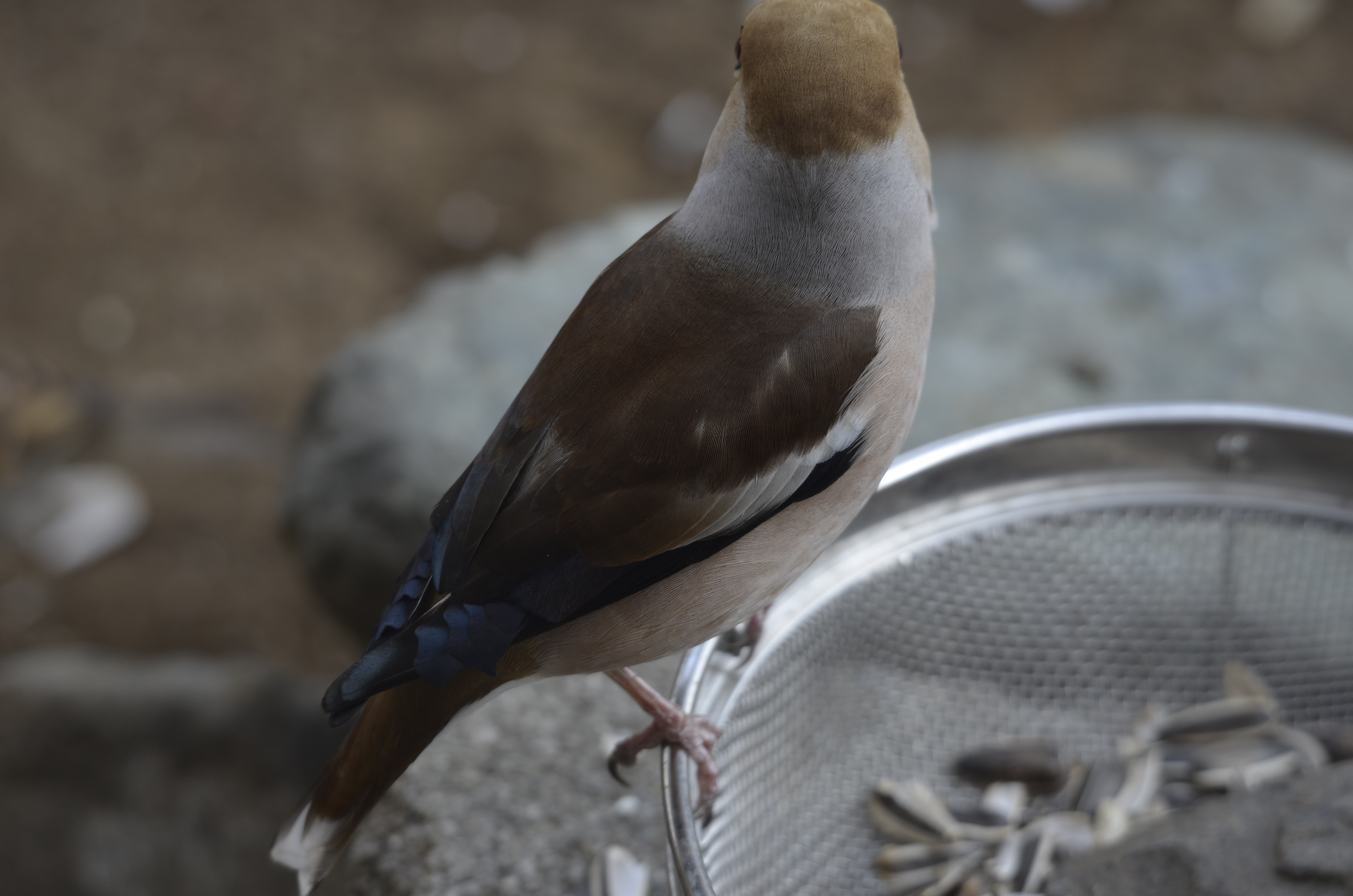
雄の背中
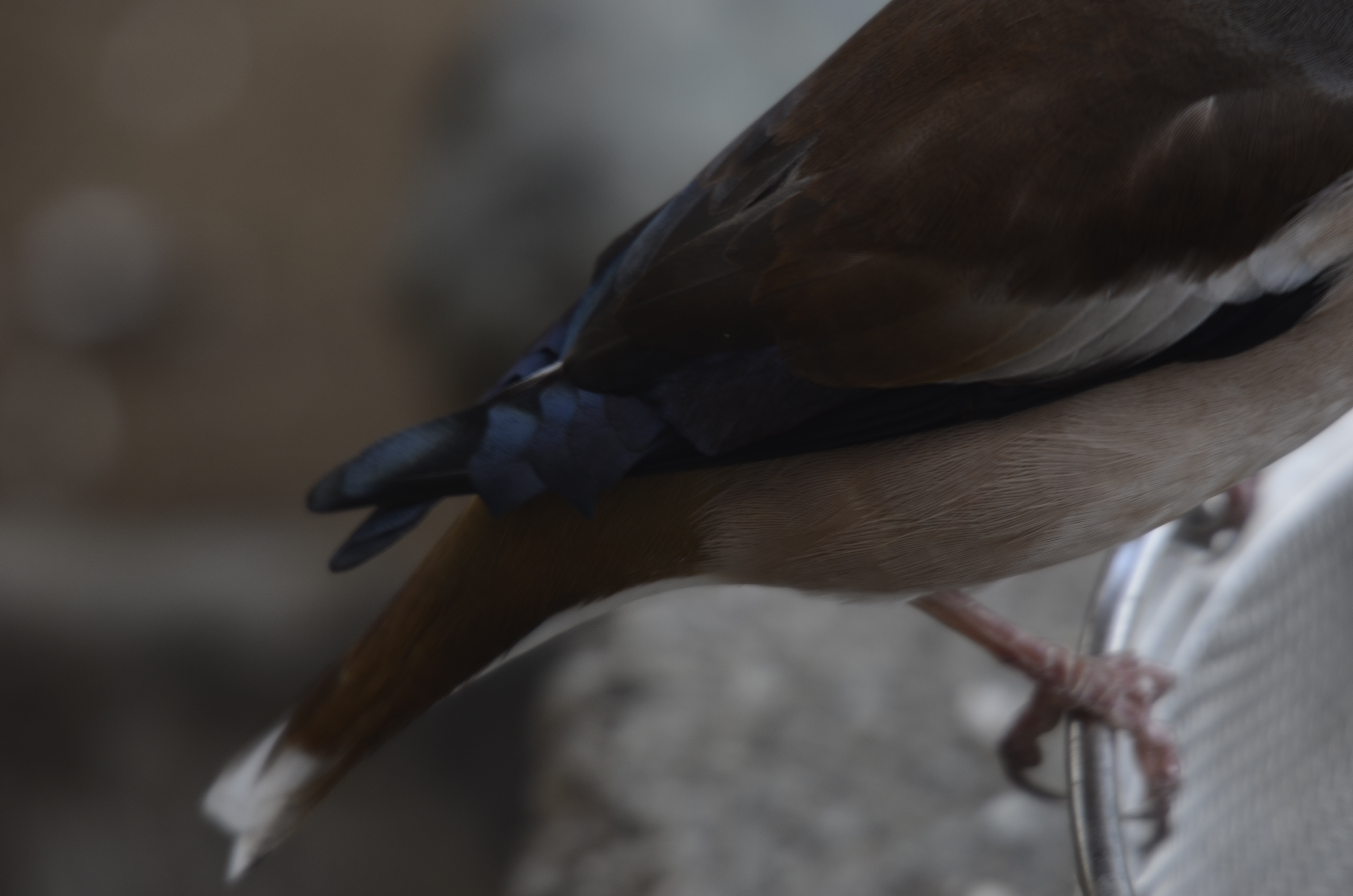
雄の尾
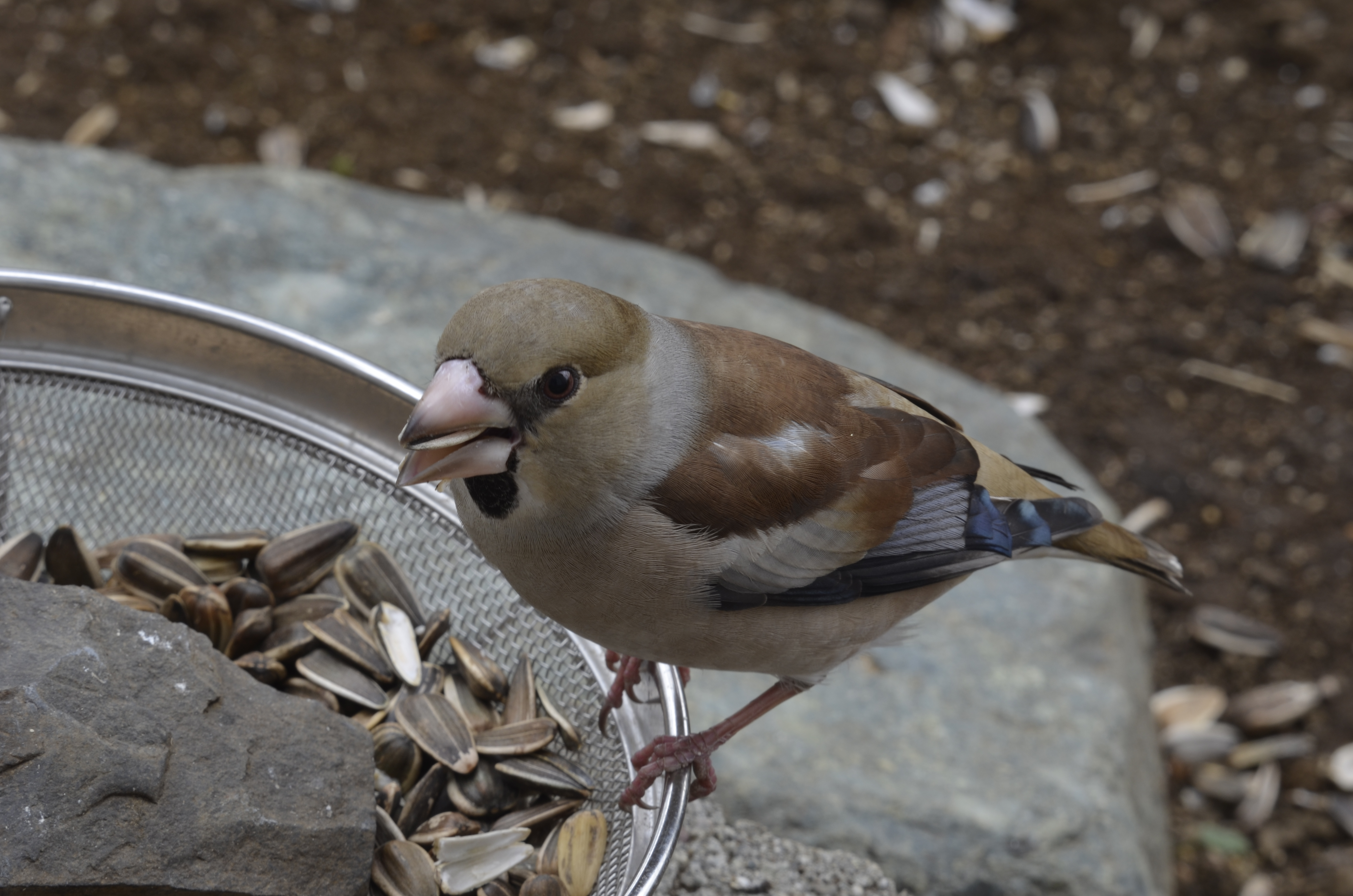
雌の全身
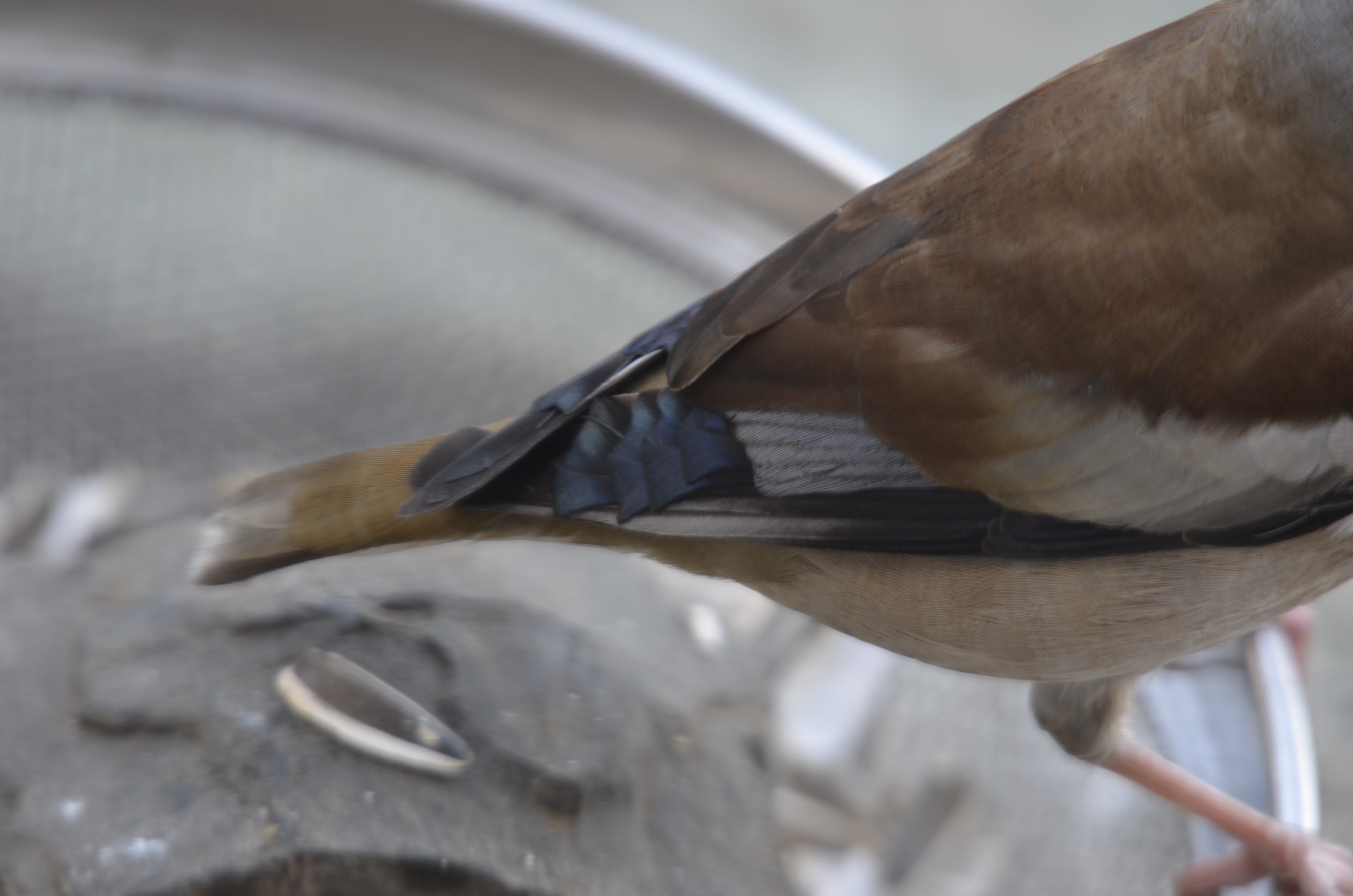
雌の尾
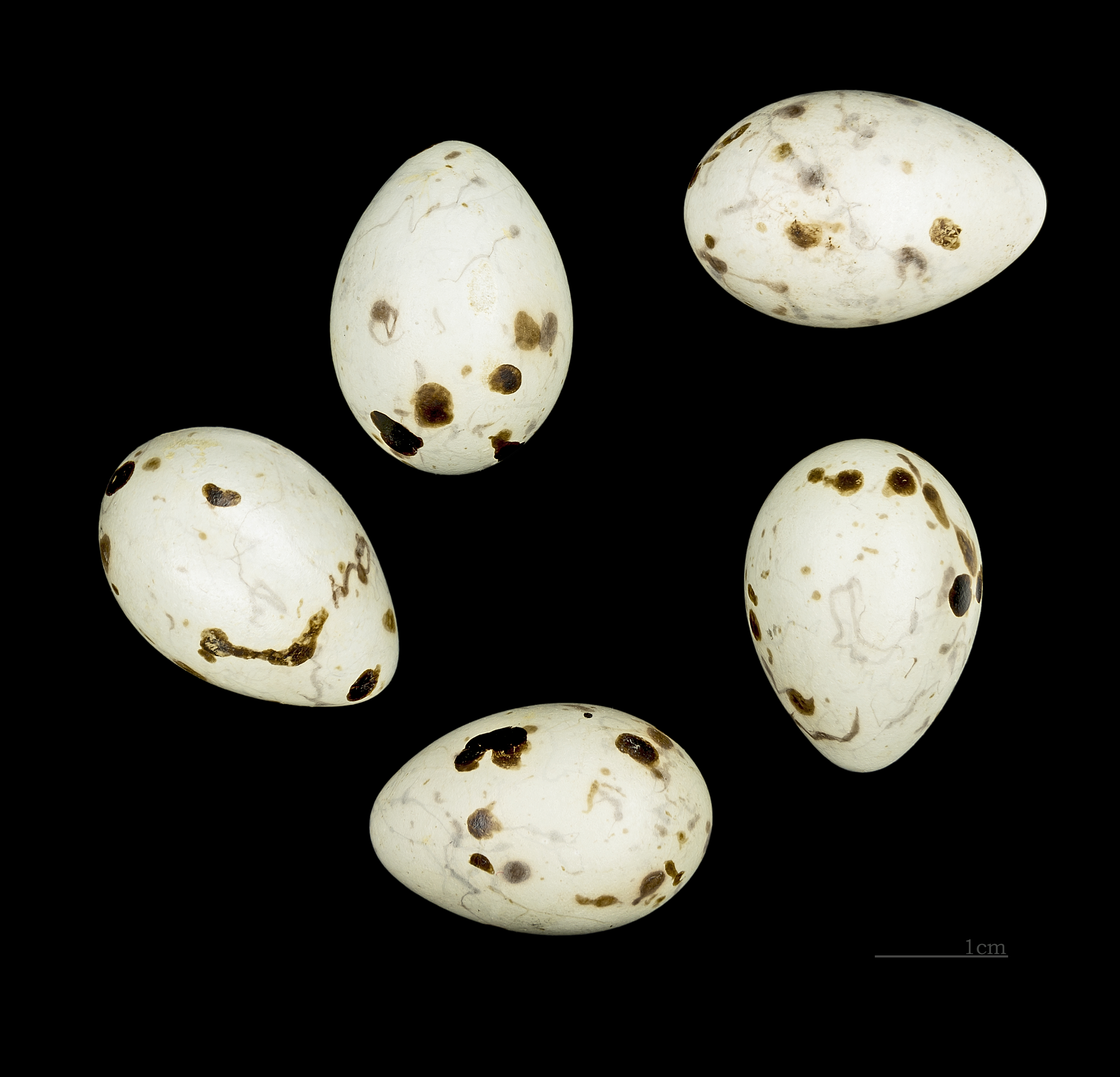
卵

## 生態
平地から山地の落葉広葉樹林や雑木林に生息する。また、市街地の公園、人家の庭でも見ることができる。
ムクノキ、エノキ、カエデなどの種子を主食とする。果肉の部分は摂取せず、太い嘴で硬い種子を割って中身を食べる。
地鳴きは「チチッ」「ツイリリーッツー」。他のアトリ科の鳥と比べると鋭い声である。

## 分布
ヨーロッパ中部および南部からロシア南部を経て中国東北部、サハリン、カムチャツカ半島までの、ユーラシア大陸中部域に広く分布する。北方で繁殖した個体は、冬季南方へ渡る。
日本では北海道や本州の中部以北で繁殖するほか、冬鳥として本州以南に渡来する。

## 保全状況評価
- LEAST CONCERN (IUCN Red List Ver. 3.1 (2001))[1]